# Arnold Rapoport von Porada
Arnold Chaim Rapoport von Porada (15. července 1840 Tarnów – 14. února 1907 Vídeň) byl rakouský právník a politik židovského původu z Haliče, v závěru 19. století poslanec Říšské rady.

## Biografie
Byl vnukem rabína Salomona Judy Löba Rapaporta. Studoval práva na Jagellonské univerzitě v Krakově (1858–1861) a Vídeňské univerzitě (1861–1862). Roku 1863 získal titul doktora práv. Od roku 1870 měl advokátní kancelář v Krakově. V roce 1874 byl zvolen do výboru krakovské advokátní komory. Od roku 1881 působil jako advokát ve Vídni. Byl aktivní veřejně i politicky. V roce 1872 se stal obecním radním v Krakově. V letech 1876–1907 zasedal coby poslanec Haličského zemského sněmu.
V 70. letech 19. století se zapojil i do celostátní politiky. Ve volbách do Říšské rady roku 1879 získal mandát za kurii obchodních a živnostenských komor, obvod Krakov. Mandát obhájil za týž obvod i ve volbách do Říšské rady roku 1885. Rezignace na mandát byla oznámena dopisem 22. září 1885, již 28. ledna 1886 ale opět složil poslanecký slib. Znovu byl zvolen v řádných volbách do Říšské rady roku 1891, volbách do Říšské rady roku 1897 a volbách do Říšské rady roku 1901. Profesně byl k roku 1897 uváděn jako dvorní a soudní advokát ve Vídni. V parlamentu byl členem Polského klubu.
Byl poradcem ministrů Juliana Dunajewského a Kazimíra Badeniho. Měl velké zásluhy za hospodářský rozvoj Haliče. Patřil mezi stoupence židovské asimilace do většinové společnosti. Udržoval si ale zájem o své souvěrce. Zastával se zájmů Židů v otázce povinného nedělního klidu, náboru židovských uchazečů do státních služeb nebo při potírání pověr o rituální vraždě. Předsedal Pomocnému výboru pro potřebné židovské obyvatelstvo Haliče založenému roku 1895 a byl činný v Úřadu pro právní ochranu židů ve Vídni. V roce 1890 byl povýšen do šlechtického stavu.